# Illa de Byam Martin
L'illa de Byam Martin (en anglès Byam Martin Island) és una de les illes àrtiques que conformen l'arxipèlag de la Reina Elisabet, pertanyent al territori de Nunavut, al nord del Canadà.

## Geografia

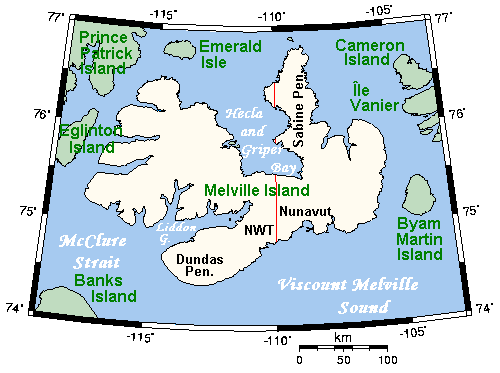
Mapa de Illa de Melville, amb l'illa de Byam Martin a l'est.

Situada a la part septentrional de les aigües del Canal del Vescomte Melville, pertany al grup de les Illes de la Reina Elisabet. Les illes més properes són: a l'oest, l'Illa de Melville, de la qual la separen les aigües del canal de Byam Martin (27 km d'amplada), a l'est, separades pel canal d'Austin, l'Illa de Bathurst (a 35 km) i l'illa Alexander (a 42 km), al sud, les aigües obertes del Canal del Vescomte Melville.
L'illa de Byam Martin té forma arrodonida, amb una llargada de 46 km i una amplada de 37 km. La seva superfície és de 1.150 km², cosa que fa que sigui la 16a illa de l'arxipèlag de les Illes de la Reina Elisabet i la 44a del Canadà.
El terreny és força baix, amb una mitjana de 100 m, tot i que arriba als 153 m, com a punt culminant, en la seva part sud. El relleu està molt fracturat per nombroses valls fluvials estacionals.

## Història
L'illa de Byam Martin fou visitada per primera vegada per l'explorador britànic William Edward Parry en la seva segona expedició de 1819-1820 a l'Àrtida en busca del Pas del Nord-oest. Parry ja havia estat a l'àrtic amb John Ross, però el 1819 organitza una nova expedició formada per dos vaixells, el HMS Hecla, de 375 tones, i el HMS Griper, de 180 tones. Van sortir d'Anglaterra el maig de 1819 i el 4 d'agost arribaren a l'estret de Lancaster, que lliure de gel, els va permetre avançar ràpidament cap a l'oest. En aquesta travessia van descobrir nombroses illes totalment desconegudes fins aleshores, entre les quals hi havia l'illa de Byam Martin. Al conjunt de les illes anomenaran arxipèlag de Parry, però des de 1953 es diuen Illes de la Reina Elisabet. Porta el nom en honor de Sir Thomas Byam Martin, almirall de la Marina Reial Britànica (1773-1854).